# 189

189(백팔십구)는 188보다 크고 190보다 작은 자연수다.

## 수학
- 합성수로, 그 약수는 1, 3, 7, 9, 21, 27, 63, 189다. 진약수의 합은 131이므로, 189는 부족수다.
- 9번째 칠각수다. 앞의 칠각수는 148, 다음은 235다.
- {\displaystyle 189=4^{3}+5^{3}}
  - 연속하는 두 자연수의 세제곱합으로 나타낼 수 있으며, 이 성질을 지닌 앞의 수는 91, 다음 수는 341이다.
- {\displaystyle 55^{2}-1}은 189로 나누어떨어진다.

## 과학
- NGC 189: 카시오페이아자리 방향에 있는 산개성단.

## 교통
- 일본 189번 국도: 야마구치현 이와쿠니시 내를 관통하는 일본의 국도. 이와쿠니 비행장과 연결된다.
- 현도 제189호선

## 군사
- U-189(영어판, 독일어판): 제2차 세계 대전에 사용된 나치 독일의 군용 잠수함.

## 문화유산
- 대한민국의 국보 제189호: 천마총 관모
- 대한민국의 보물 제189호: 칠곡 송림사 오층전탑
- 대한민국의 사적 제189호: 충주 임충민공 충렬사

## 방송
- 스카이라이프의 연합뉴스TV JOB 채널 번호.
- U+ TV의 국악방송 채널 번호.
- LG헬로비전의 연합뉴스경제TV 채널 번호.
- B tv 케이블의 EBS 잉글리쉬 채널 번호.

## 기타
- 연도: 189년, 기원전 189년